# Dins del Chelsea Hotel
Dins del Chelsea Hotel (títol original, Dreaming Walls) és un documental del 2022 dirigit per Maya Duverdier i Amélie van Elmbt. Es tracta d'una coproducció belga, francesa, estatunidenca, neerlandesa i sueca. La pel·lícula es va estrenar el 12 de febrer de 2022 a la Berlinale, concretament a la secció Panorama. S'ha subtitulat al català.
El llegendari Chelsea Hotel, una icona de la contracultura de la dècada del 1960, està inextricablement lligat a noms com Patti Smith, Janis Joplin, Sid Vicious i les estrelles de The Factory d'Andy Warhol. Està a punt d'acabar-se la renovació de vuit anys que donarà peu a un hotel de luxe. 51 artistes ancians encara hi viuen malgrat que les reformes i en part anhelen el final, en part l'esperen amb neguit. Mentre alguns es tanquen als seus apartaments, d'altres protesten contra la direcció de l'hotel. La pel·lícula permet al públic mirar dins de les habitacions i connecta passat i present, sempre buscant la singularitat que va crear i perpetua el mite de l'hotel. El documental es qüestiona el canvi que subordina els residents als interessos capitalistes. La pel·lícula utilitza en part material documental de pel·lícules que ara es consideren documents contemporanis, per exemple, s'inclou un passatge del documental Tally Brown, New York (1979) de Rosa von Praunheim.